# Пшенічна
Пшенічна (пол. Pszeniczna) — село в Польщі, у гміні Вількув Намисловського повіту Опольського воєводства.
Населення — 225 осіб (2011).

## Демографія
Демографічна структура станом на 31 березня 2011 року:
|          | Загалом | Допрацездатний вік | Працездатний вік | Постпрацездатний вік |
| -------- | ------- | ------------------ | ---------------- | -------------------- |
| Чоловіки | 118     | 25                 | 77               | 16                   |
| Жінки    | 107     | 17                 | 61               | 29                   |
| Разом    | 225     | 42                 | 138              | 45                   |